# Naučná stezka Louny–Zeměchy
Naučná stezka Louny–Zeměchy je naučná stezka, která spojuje jižní okraj města Louny s vesnicí Zeměchy. Je zaměřena na dějiny vodárenství v Lounech, podnebí regionu, geomorfologii Českého středohoří, flóru krajiny a pedologii v souvislosti s těžbou opuky u Zeměch. Z finančních prostředků Města Louny ji vybudovalo lounské středisko Junáka. Její východiště se nachází u vodárenské věže nad Louny, končí nad přejezdem železniční trati u Zeměch. V seznamu tras KČT má číslo 9396.

## Historie a trasa
Stezka byla zřízena v roce 2007 při příležitosti oslav 90. výročí založení lounského skautingu. Měří 3,12 km a má pět zastavení. Její trasa vede první kilometr po červeném turistickém značení až k rozcestí U Vodárny, pak pokračuje až do konce po modrém turistickém značení. Většina cesty vede po hřebeni terénní vyvýšeniny, odkud je panoramatický pohled na Louny a kopce Českého středohoří.

## Jednotlivá zastavení
1. Lounský vodovod
2. Podnebí
3. České středohoří
4. Ráz krajiny
5. Pedologie a těžba opuky

## Galerie

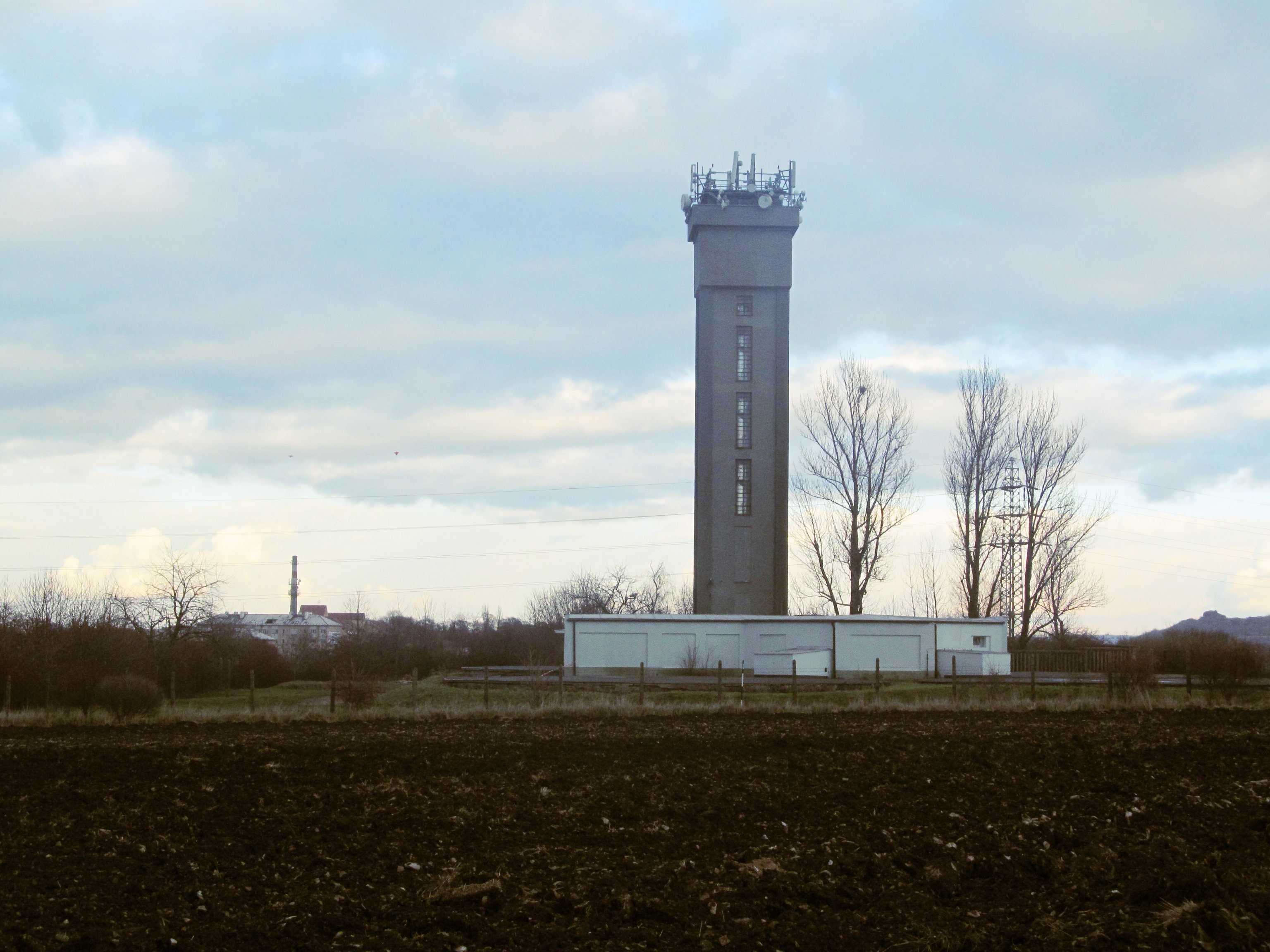
Vodárna z roku 1936
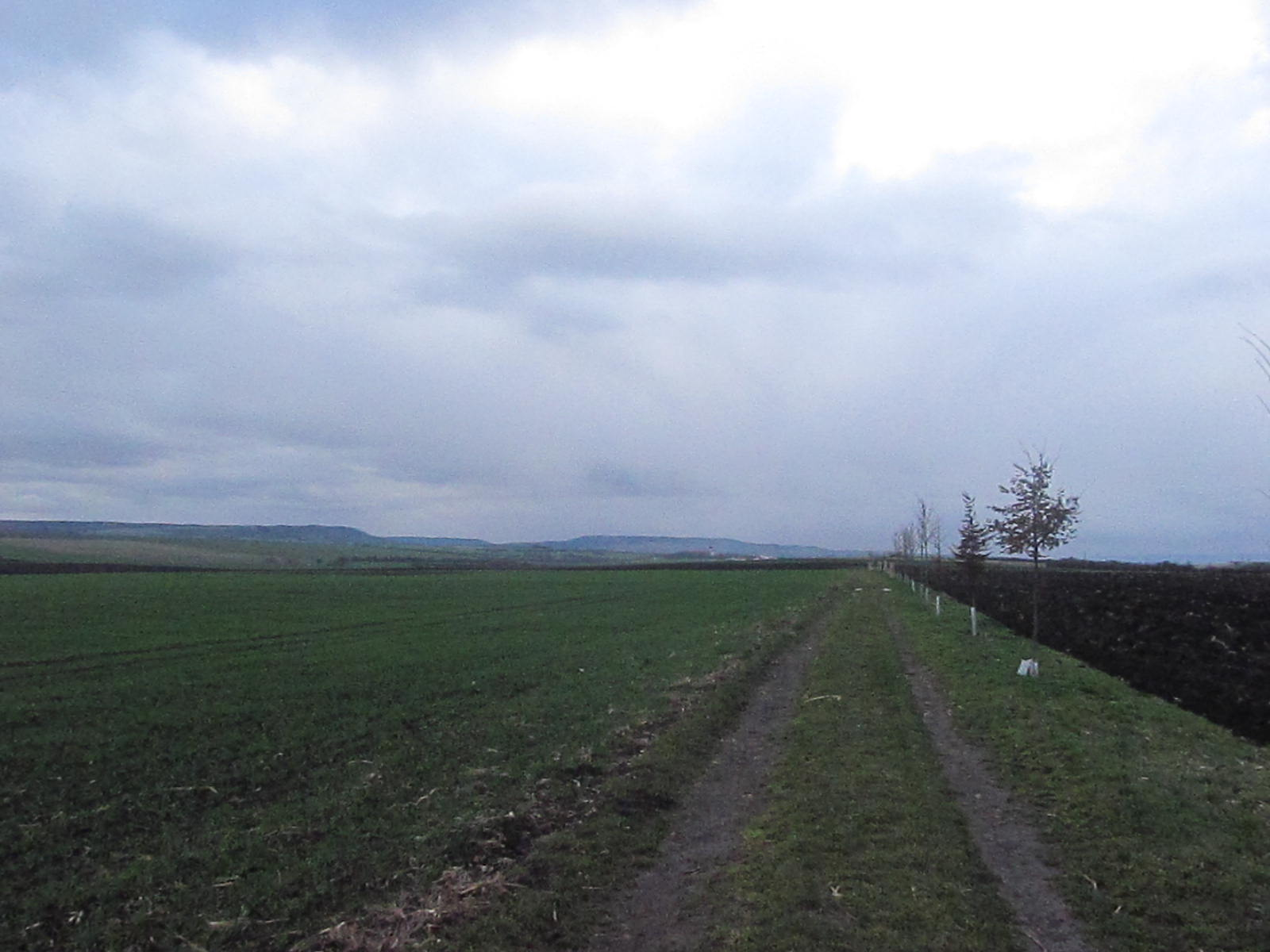
Typická partie stezky – pohled na západ směrem k Novému hradu
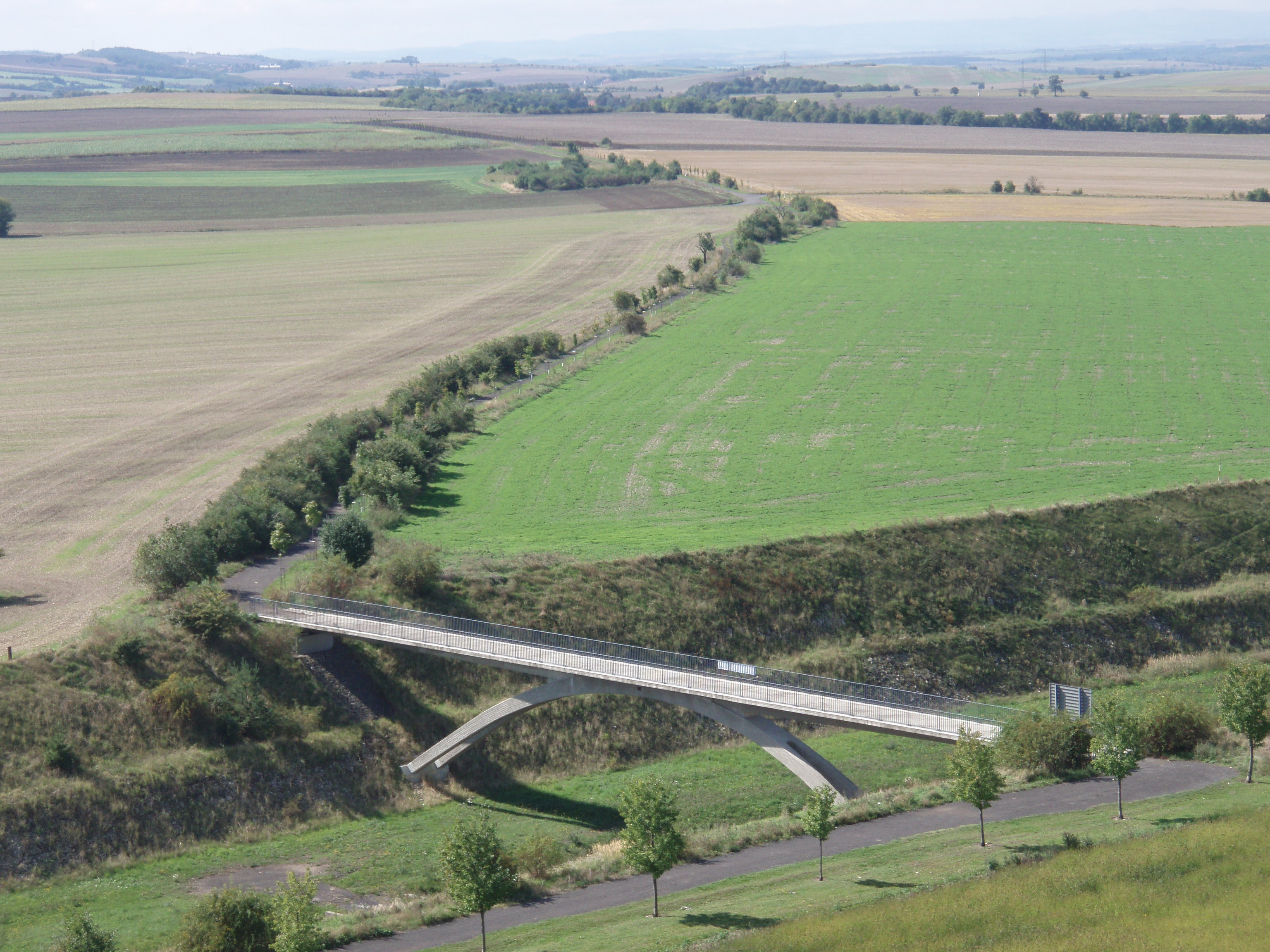
Letecký snímek
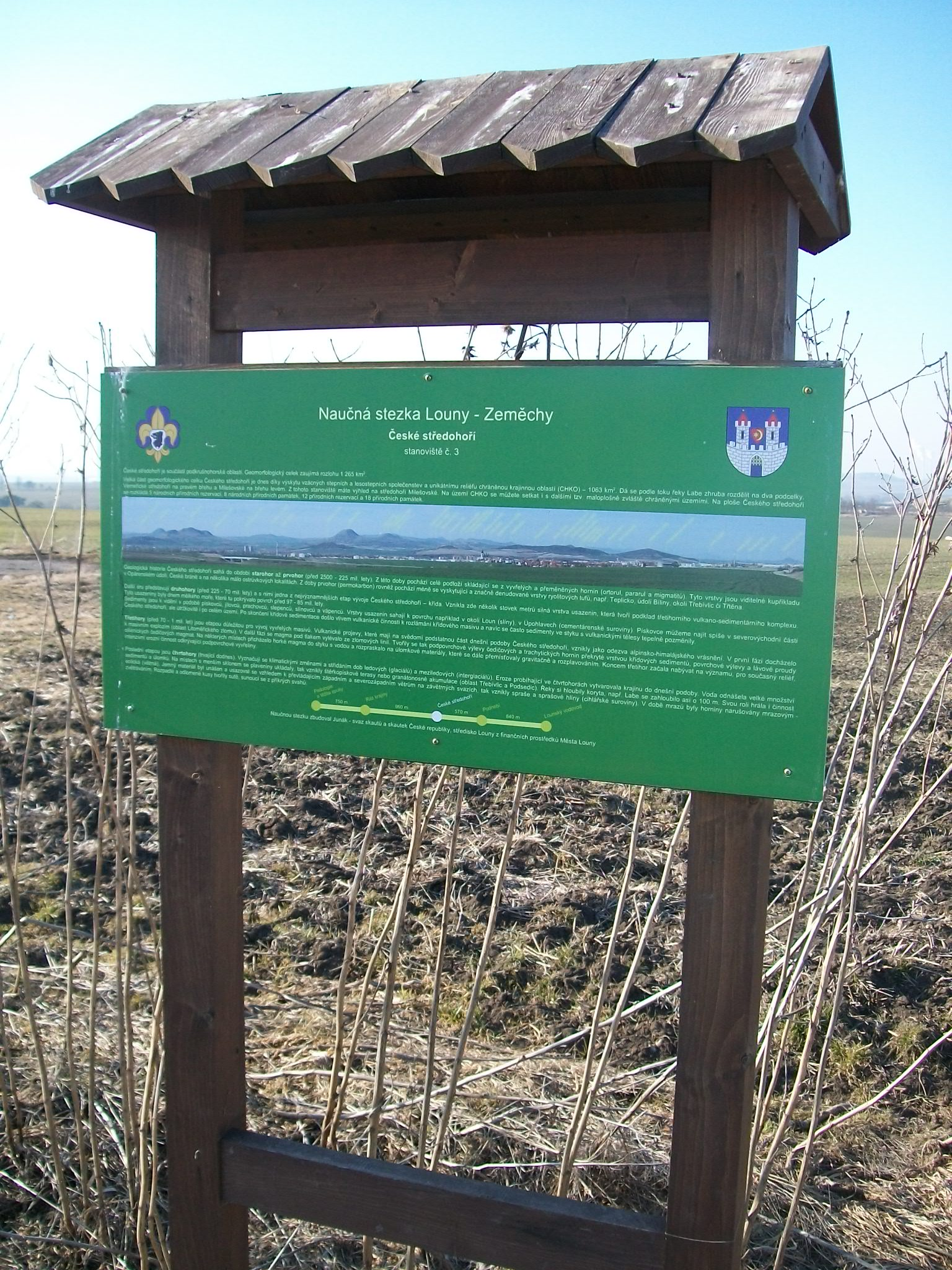
Stanoviště naučené stezky